# Galaxias fontanus
Galaxias fontanus är en fiskart som beskrevs av Fulton, 1978. Galaxias fontanus ingår i släktet Galaxias och familjen Galaxiidae. IUCN kategoriserar arten globalt som akut hotad. Inga underarter finns listade i Catalogue of Life.